# タイーノ
タイーノ（伊: Taino）は、イタリア共和国ロンバルディア州ヴァレーゼ県にある、人口約3,600人の基礎自治体（コムーネ）。

## 地理

### 位置・広がり

#### 隣接コムーネ
隣接するコムーネは以下の通り。
- アンジェーラ
- セスト・カレンデ

### 地震分類
イタリアの地震リスク階級 (it) では、4 に分類される
。